# Radprickigt lövfly
Radprickigt lövfly, Hoplodrina respersa är en fjärilsart som beskrevs av Michael Denis och Ignaz Schiffermüller, 1775. Radprickigt lövfly ingår i släktet Hoplodrina och familjen nattflyn, Noctuidae. Arten förekommer på Falster och Bornholm i Danmark men har ännu inte påträffats i Sverige och saknas även i övriga Norden. Två underarter finns listade i Catalogue of Life, Hoplodrina respersa albirespersa Helbig, 1940 och Hoplodrina respersa poncebosi Agenjo, 1945.

## Bildgalleri

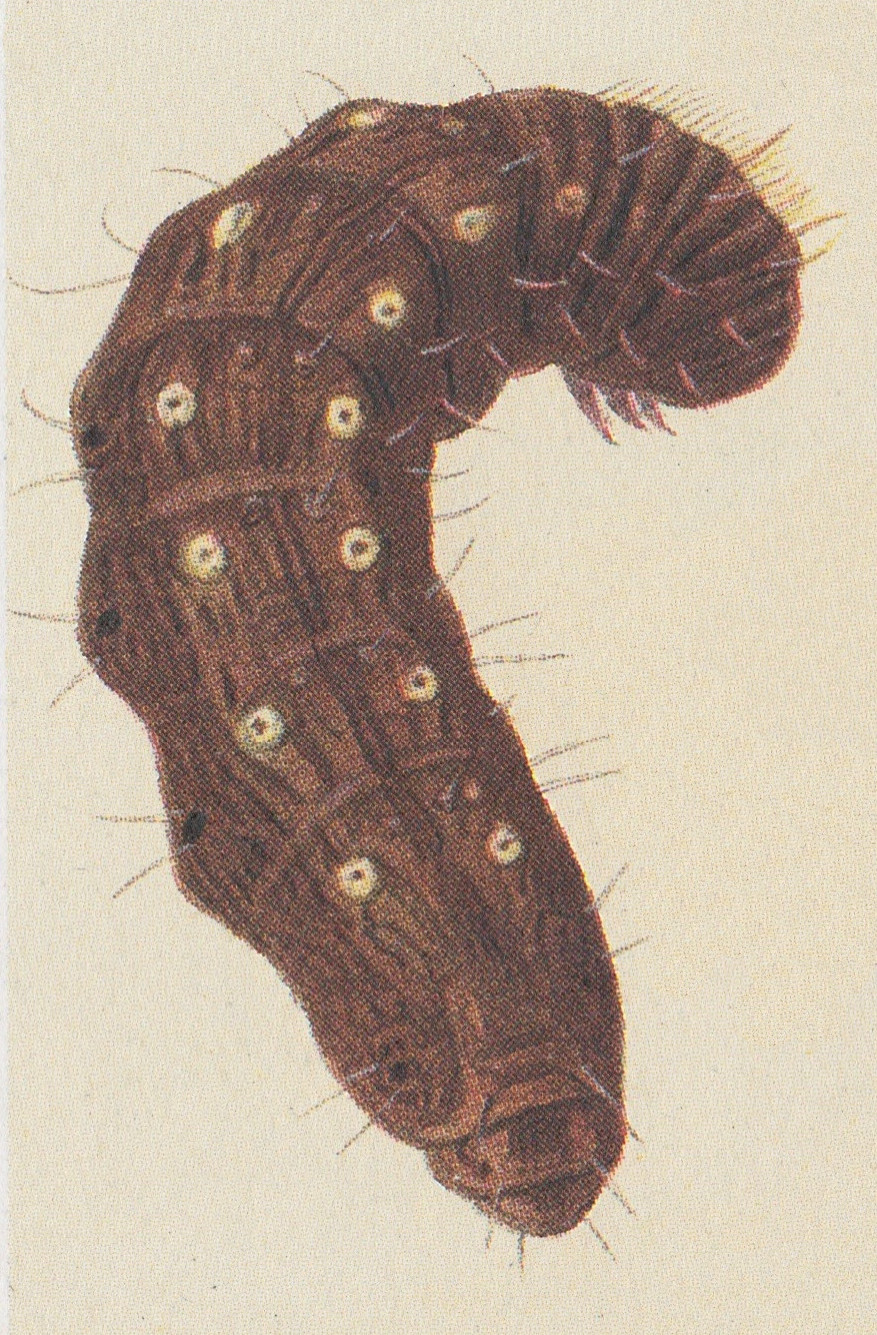
Illustration av fjärilens larv
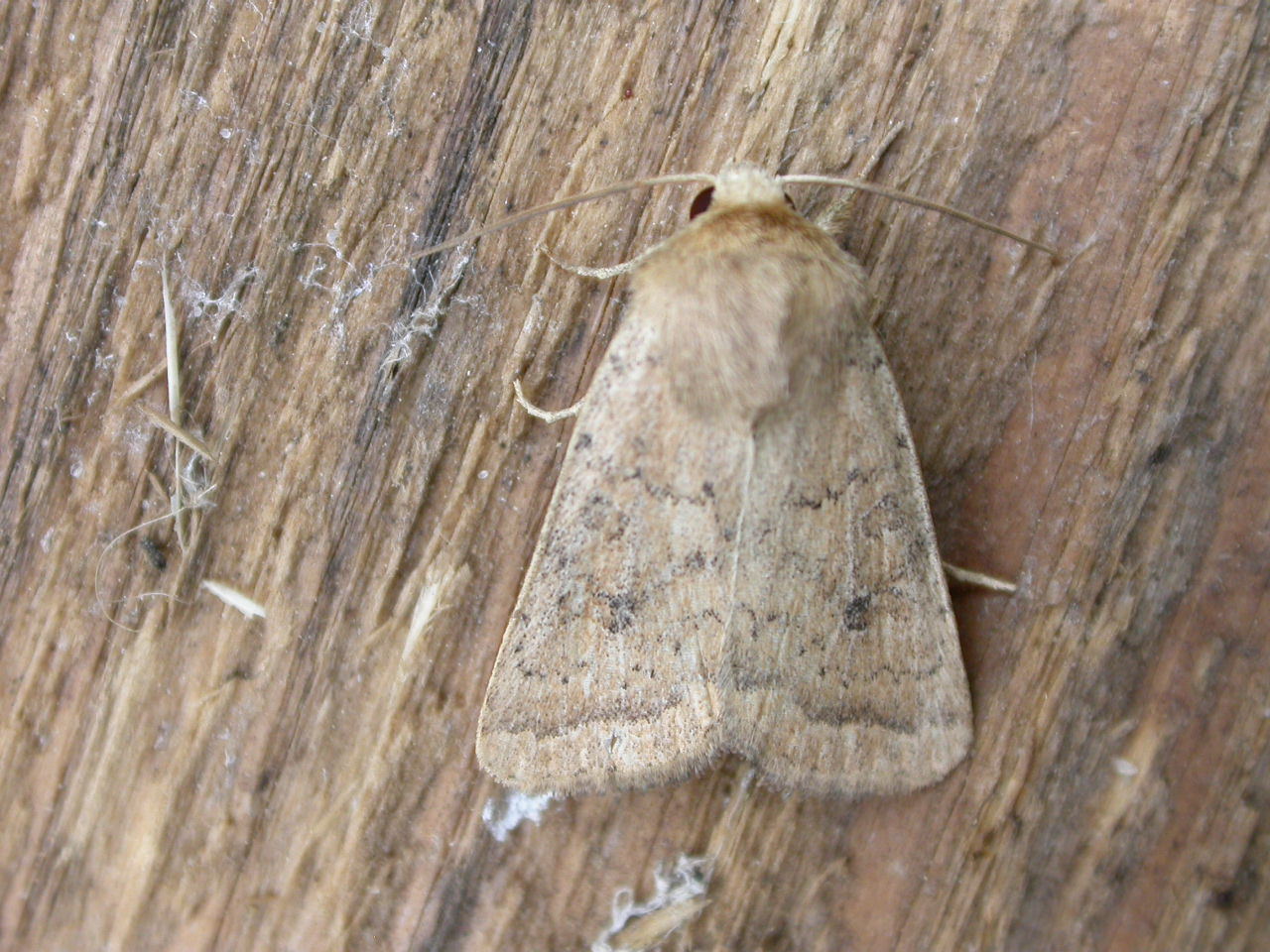
Imago fjäril
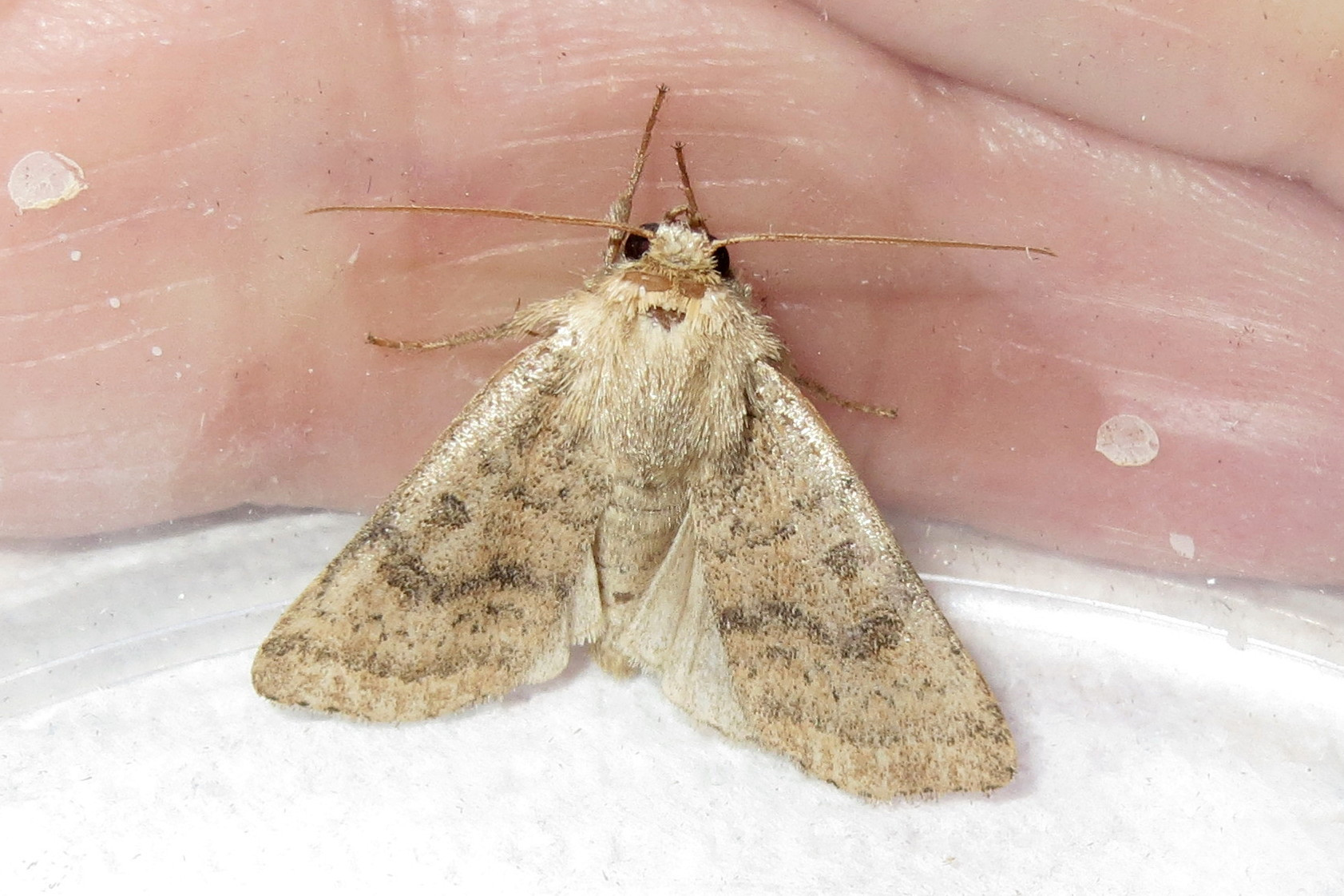
Imago fjäril